# Beaufortia leveretti
Beaufortia leveretti är en fiskart som först beskrevs av Nichols och Pope 1927.  Beaufortia leveretti ingår i släktet Beaufortia och familjen grönlingsfiskar. IUCN kategoriserar arten globalt som otillräckligt studerad. Inga underarter finns listade.